# 井头街道
井头街道，原为井头乡，是中华人民共和国江苏省宿迁市宿豫区下辖的一个乡镇级行政单位。
2021年3月2日，撤销晓店镇、井头乡，设立晓店街道、井头街道。以原晓店镇的晓店、嶂山、峰山、周庄、克先、新站、湖滨7个居委会和三巨村委会及原井头乡的陆庄、王沟、新窑、洋河滩4个居委会区域为晓店街道行政区域；以原晓店镇的安圩、马窑、马楼、九里4个居委会和许庄村委会及原井头乡的井头居委会区域为井头街道行政区域。

## 行政区划
井头街道下辖以下地区：
井头社区、庵圩社区、马楼社区、九里社区、马窑社区、三巨村和许庄村。